# Moreira Sales
Moreira Sales est une municipalité brésilienne située dans l'État du Paraná.